# Seznam zápasů švédské fotbalové reprezentace na Mistrovství Evropy
Švédská fotbalová reprezentace byla celkem 7x na mistrovstvích Evropy ve fotbale a to v letech 1992, 2000, 2004, 2008, 2012, 2016, 2021.
- Aktualizace po ME 2021 - Počet utkání - 24 - Vítězství - 7x - Remízy - 6x - Prohry - 11x

| Číslo | Soupeř     | Výsledek           | ME      | Fáze turnaje       | Góly Švédska                                                                       |
| ----- | ---------- | ------------------ | ------- | ------------------ | ---------------------------------------------------------------------------------- |
| 1.    | Francie    | 1 – 1              | ME 1992 | základní skupina A | Jan Eriksson                                                                       |
| 2.    | Dánsko     | 1 – 0              | ME 1992 | základní skupina A | Tomas Brolin                                                                       |
| 3.    | Anglie     | 2 – 1              | ME 1992 | základní skupina A | Jan Eriksson, Tomas Brolin                                                         |
| 4.    | Německo    | 2 – 3              | ME 1992 | semifinále         | Tomas Brolin (penalta), Kennet Andersson                                           |
| 5.    | Belgie     | 1 – 2              | ME 2000 | základní skupina B | Johan Mjällby                                                                      |
| 6.    | Turecko    | 0 – 0              | ME 2000 | základní skupina B | Ne                                                                                 |
| 7.    | Itálie     | 1 – 2              | ME 2000 | základní skupina B | Henrik Larsson                                                                     |
| 8.    | Bulharsko  | 5 – 0              | ME 2004 | základní skupina C | Fredrik Ljungberg, 2x Henrik Larsson, Zlatan Ibrahimović (penalta), Marcus Allbäck |
| 9.    | Itálie     | 1 – 1              | ME 2004 | základní skupina C | Zlatan Ibrahimović                                                                 |
| 10.   | Dánsko     | 2 – 2              | ME 2004 | základní skupina C | Henrik Larsson (penalta), Mattias Jonson                                           |
| 11.   | Nizozemsko | 0 – 0 (pen. 4 - 5) | ME 2004 | Čtvrtfinále        | penalty: Kim Källström, Henrik Larsson, Fredrik Ljungberg, Christian Wilhelmsson   |
| 12.   | Řecko      | 2 – 0              | ME 2008 | základní skupina D | Zlatan Ibrahimović, Petter Hansson                                                 |
| 13.   | Španělsko  | 1 – 2              | ME 2008 | základní skupina D | Zlatan Ibrahimović                                                                 |
| 14.   | Rusko      | 0 – 2              | ME 2008 | základní skupina D | Ne                                                                                 |
| 15.   | Ukrajina   | 1 – 2              | ME 2012 | základní skupina D | Zlatan Ibrahimović                                                                 |
| 16.   | Anglie     | 2 – 3              | ME 2012 | základní skupina D | Glen Johnson (vlastní ENG), Olof Mellberg                                          |
| 17.   | Francie    | 2 – 0              | ME 2012 | základní skupina D | Zlatan Ibrahimović, Sebastian Larsson                                              |
| 18.   | Irsko      | 1 – 1              | ME 2016 | základní skupina E | Ciaran Clark (vlastní branka Irska)                                                |
| 19.   | Itálie     | 0 – 1              | ME 2016 | základní skupina E | Ne                                                                                 |
| 20.   | Belgie     | 0 – 1              | ME 2016 | základní skupina E | Ne                                                                                 |
| 21.   | Španělsko  | 0 – 0              | ME 2021 | základní skupina E | Ne                                                                                 |
| 22.   | Slovensko  | 1 – 0              | ME 2021 | základní skupina E | Emil Forsberg (penalta)                                                            |
| 23.   | Polsko     | 3 – 2              | ME 2021 | základní skupina E | 2x Emil Forsberg, Viktor Claesson                                                  |
| 24.   | Ukrajina   | 1 – 2              | ME 2021 | osmifinále         | Emil Forsberg                                                                      |